# 弗朗索瓦茲·格羅塞特
弗朗索瓦茲·格羅塞特（法語：Françoise Grossetête，1946年5月17日—）是法國政治家和歐洲議會東南法國選區議員。她是法國共和黨和歐洲人民黨成員。

## 外部連結
- 官方网站
- 维基共享资源上的相關多媒體資源：弗朗索瓦茲·格羅塞特